# 罗马纳 (意大利)
罗马纳（義大利語：Romana），是意大利萨萨里省的一个市镇。总面积21.63平方公里，人口595人，人口密度27.5人/平方公里（2009年）。ISTAT代码为090061。